# マリー・イズ・ハッピー
マリー・イズ・ハッピー（Mary Is Happy, Mary Is Happy）は、タイの青春/ドラマ/ブラック コメディ映画である。ナワポン・タムロンラタナリット監督・脚本。 主な出演者はPatcha Poonpiriya、 Chonnikan Netjui、Vasuphon Kriangprapakit。監督のTwitterフォロワーの1人であった@marylonyの410の実際のツイートを原作として、架空の高校で勉強している "Mary" (Patcha Poonpiriya) と彼女の友人 "Suri" (Chonnikan Netjui) の生活を描いたものである。この映画は、2013 年にベネチア ビエンナーレで開発、制作、資金提供された 3 本の映画のうちの 1 つで、ベネチア国際映画祭で世界初公開された。   

## キャスト
- Patcha Poonpiriya : マリー (Mary Malony) 役
- Chonnikan Netjui : スリ (Suri Aksornsawang) 役
- Vasuphon Kriangprapakit : エム (M) 役

## あらすじ
マリーは高校3年生であり、いつも親友のスリと一緒にいる。高校は廃墟のような場所であり、通うには線路の上を歩く必要がある。マリーを始め高校のクラスメイトは、皆1983年のクラスマッチのものと思わしきプリントTシャツを着て生活している。

### 11月
彼女はYearbook(卒業アルバム)を作る作業を行っており、クラスメイトの写真を撮る必要があるのだが、光の具合が最も良いマジックアワーに撮影することにこだわっており、撮影は遅々として進まない。
アイデアを得るために山にこもり毒キノコを食べて中毒になることもあれば、突然フランスに行って帰ってくることもあり、叔父さんからもらった小鳥を焼いて食べることもある。
マリーが進路を決めていない中、スリは既にオーストラリアへ大学進学することにしており、マリーはスリと離れ離れになることが不安でしょうがない。
そんなある日、マリーは通学路の線路で営業しているカノム・トーキョーの屋台脇で男性に一目惚れする。名前を尋ねるまでもなく彼はエムという名前を告げて去る。
マリーは偽物のiPhone 7を使っており、それが爆発して耳に怪我をし、医者に運ばれる。

### 12月
校長が謎の死を遂げる。新しく来た校長の方針で、学校は突然全寮制になる。一日中学校に閉じ込められることになるが、マリーにとって唯一の救いは寮がスリと同室なことだった。校長の方針でそれまで使っていた教室は校長の売っているコーヒーとスープの店になり、期末テストは校長の個人史に関する問題になり、食事は校長の作っている缶になる。Yearbookの内容に「学校は退屈か」と書かれたことが検閲の対象になる。
そんな中マリーは暗いうちから早起きしてスリを誘って学校を抜け出し、ケーキを強盗してエムを見に行く。孔雀を手に入れるために山に入る。そこでスリは大学に受かったことを話し、いつまでもスリと孔雀を探していたいマリーは終わりだと嘆き、エンドロールが始まる。
しかしそれは夢だった。大学合格も夢の話だと思いたかったマリーだが、それは本当のことだった。別れたくないと抱きつくマリーに、スリは、別の国に行くだけ、別の星に行くわけではないと慰める。山の中で大きな蚊に刺され、マリーはまた医者に運ばれる。
Yearbookの作業が進んでいないことをマリーは先生に詰められ、もっと頑張ると言うが、Yearbookは先生の指示で作ることになってしまう。編集者の立場がないマリーだが、急にセックスのことを考えてしまい、学校を抜け出してエムに会いに行く。
線路脇でエムと会うマリーだが、エムとの会話は噛み合わない。去っていくエム。線路の分岐点で、右に進んだマリーに対し、エムは左へと進み、またねと別れる。それに不満だったマリーだが、スリはマリーと一緒に右へと進んでいく。

### 1月
プレゼント交換が行われることになり、マリーは母親のお下がりのカバンを持っていく。それはスリに当たってしまう。エムとマリーは会ってはいるものの微妙にすれ違っている。Yearbookの個人写真撮影は相変わらず進んでいない。
宿題でラブストーリーを書くが、内容が薄いとあまり評価されない。Yearbookの文章集めはなんとか終わり、レイアウトを始めるが、茶色い文字は拒否され、赤い文字で書けと言われてしまう。
スリが卒業後オーストラリアに行くのがいやだったマリーだが、スリが行かないと言い出して喜ぶ。
マリーはエムを学校に呼び出して、Yearbookのための自分の写真を撮ってもらう。スリはマリーにエムの電話番号を渡すが、その電話番号の下2桁が欠けている。電話で恋心を伝えるべきとスリに言われ、マリーは駆け出すが、電話をする勇気がなく戻ってくる。何を言うかマリーは迷いに迷う。
線路脇にいたエムに声をかけて告白しようとするが、告白できない。逡巡しまくって、ついにマリーはエムに一目惚れしたことを告白する。しかしエムからは断られてしまう。失恋のショックののち、マリーは「ライフ オブ パイ」を見て、ウォン・カーウァイを絶賛するが、スリからそれがウォン・カーウァイの映画ではないと指摘される。失恋を慰めるスリは栄養ドリンクを買ってくると部屋を離れるが、買ってきた帰りに誰かに殺される。

### 2月
マリーは、スリがマリーのことを好きだったことを知らされる。渡されたスリの日記には誰かへの恋慕があふれていた。しかし、マリーはその相手が自分ではないと話す。マリーは日記を燃やす。
クラスメイトからスリの留学事情を聞き、マリーは混乱して部屋を封鎖して閉じこもる。外からの説得にも耳を貸さない。医者に頭の混乱を相談するが、頭に異常は見つからず、諌めた医者にキレて拘束される。医者はマリーに"幸福への15秒"という本を渡し、"マリーは幸せです"と唱えろと言う。マリーは拘束されたまま逃げ出して部屋に戻る。翌日、マリーは男子生徒に頭を瓶で殴られる。
マリーはついに、Yearbook用の写真を撮り終わる。エムの電話番号の残り2桁は56とわかる。夜中に学校を抜けて走り出し、港まで行く。学校には戻らないつもりだったが、先生に呼ばれて学校に戻る。集合写真を校長のいる正午に撮ると言われ、反発するが従う。クラスメイトにそれを伝えると、校長の都合で撮影は1時に変わる。しかも結局校長は来ず、校長抜きで集合写真は撮影される。そのことに文句を言ったことでマリーは地下に幽閉され、数日たって開放される。
意を決してエムに電話をしようとするが、偽のiPhoneで感電し、耳を怪我する。その後、エムから折り返しの電話がかかってくる。呼び出されてエムのところに向かうと、エムは他の女性と親しく話していた。マリーは逃げ出す。Yearbookのサンプルが分厚い形で到着する。先生は分厚さを気に入っており、変更もきかなそうだ。表紙のデザインを考えるために1日もらうが、マリーは何も考えつかない。エムの顔を表紙にしようとも考えるが、結局マリーはエムの写真を燃やす。

### 3月
雨の中、スリに会いたいとマリーはスリの横で願う。学校にゴダールが来て、ヌーベルバーグを好むマリーは彼の映画が好きだと言う。空に向かってマリーはピストルを撃つ。一部は夢で一部は現実だが、マリーには区別がつかない。医者は"マリーは幸せです"と唱えろと言う。前と同じ手段であることにマリーは気がつくが、今度はマリーもそれを唱える。渡された本を、部屋でマリーはめくり、"マリーは幸せです"と何度も唱える。ヨーグルトを作り、悲惨な事件のニュースを見ながらそれを食べ、"世界は美しい"と何度も唱える。
Yearbookが出来上がり、マリーは引き取りに行く。マンゴスチンの表紙をつけたYearbookを、クラスメイトは校長のいいなりで作ったと考える。マリーは製作者の名前から、自分とスリの名前を修正液で消す。マリーは壁一面に日記の紙片を張り出す。自分がエムに告白したこと、ケーキ店に行き、期末試験の勉強をしたこと、期末テストに、校長がなぜマンゴスチンが好きなのかが問題に出されたこと、そしてスリとの勉強の日々をマリーは思い出す。張り出した紙片をマリーは剥がす。スリの死んだ地に、マリーは栄養ドリンクと花を手向け、自分もスリを好きだったと話す。
アイスを食べて日々を過ごし、クラスメイトと別れて、やがてマリーは自分の幸せに気がつく。エムに電話しようか迷っていると、屋台の菓子売りが"コインを投げて決めろ"と言う。結果、マリーは電話せずに帰る。荷造りをし、中学1年から借りていたフィルターを返し、ゴミを捨てようと学校を出るとそこで偶然エムに出会う。"家に帰るのか"というエムの質問は、マリーには聞こえない。赤いハイヒールを捨て、またニセiPhoneで耳に感電する。

### 4月
新しい服を着て、マリーは新しい証明写真を撮る。トラックの荷台で荷物と共に、マリーは山のそばの実家に帰る。その山が出来たのは先週だった。マリーはこの後どうするかをまだ決めていない。

## 公開
マリー・イズ・ハッピーは、2013年9月1日にベネチア国際映画祭で世界初公開された。この映画は、2013年10月3日から始まる釜山国際映画祭でアジア初公開され 、2013年10月11日にバルディビア国際映画祭で上映され 、 2013年10月19日に東京国際映画祭で上映され、2013年11月8日から始まる香港アジア映画祭および 2013年11月22日から始まるトリノ映画祭でも上映される  。
この映画は、2013 年11月28 日にタイのバンコクの一部の劇場で限定公開された 。